# Референдум в Кении (2010)
Конституционный референдум в Кении прошёл 4 августа 2010 года. На нём была одобрена новая Конституция страны, утверждённая парламентом 1 апреля 2010 года.
Вопрос, на который требовалось ответить кенийцам, звучал «Вы одобряете предложенную новую Конституцию?» (англ. Do you approve the proposed new Constitution?, суахили Je, unaikubali katiba mpya inayopendekezwa?). Из-за высокого уровня неграмотности вариантам ответа были присвоены свои цвета — вариант «Да» был соотнесён с зелёным цветом, вариант «Нет» — с красным.
Проект новой Конституции содержал меры по ограничению полномочий президента, расширению гражданских прав и полномочий премьер-министра; кроме того, новая Конституция позволила бы провести земельную реформу и преодолеть племенную разобщённость.
За принятие новой Конституции высказалось около 67 % избирателей. Явка составила более 70 %. Конституция вступила в силу 27 августа.